# Schlangentalbach
Der Schlangentalbach ist ein knapp 4 km langes Gewässer III. Ordnung des östlichen Pfälzerwaldes in der Pfalz. Er entspringt auf der Gemarkung von Deidesheim und mündet nach überwiegend südlichem Lauf in Lindenberg von links in den Speyerbach.

## Geographie

### Verlauf
Von seinem Ursprung auf rund 306 m ü. NHN einen Kilometer östlich des Gipfels des Hinteren Stoppelkopfs im Pfälzerwald an fließt er zunächst etwa 900 Meter lang in Richtung Osten, dann wendet er sich auf bis zuletzt südlichen Lauf. Er quert die Gemarkungsgrenze zwischen Deidesheim und Lindenberg und durchfließt diesen Ort; dort ist er teilweise verrohrt. Gegen Ortsende zu unterquert er die Bahnstrecke Mannheim–Saarbrücken sowie kurz danach die Bundesstraße 39 und mündet dann gleich gegenüber dem Siedlungsplatz Neue Maschine von links und auf rund 160 m ü. NHN in den mittleren Speyerbach.
Der Schlangentalbach mündet nach 3,8 km langem Lauf mit mittlerem Sohlgefälle von etwa 38 ‰ rund 146 Höhenmeter unterhalb seines Ursprungs.

### Einzugsgebiet
Das Einzugsgebiet des Schlangentalbach ist etwa 6,1 km² groß und liegt im Pfälzerwald. Seine Quelle liegt in dessen Unterraum Tal-Pfälzer-Wald, in dem auch die oberen rechten Hänge des südwärts laufenden längeren Bachabschnittes liegen. Der Talgrund auf diesem Abschnitt sowie die linken Hänge gehören dagegen zum Unterraum Haardt. Der höchste Punkt ist der Gipfel des 566,2 m ü. NHN hohen Hinteren Stoppelkopfs im Nordosten. Der schmale Talgrund nach dem Richtungswechsel ausgenommen, ist das Gebiet ganz bewaldet.
Das nördliche Einzugsgebiet liegt in der Gemarkung der Stadt Deidesheim, Talgrund und die rechten Anteile im Süden in derjenigen der Ortsgemeinde Lindenberg, der zugehörige Ort zieht sich als nicht sehr breiter Siedlungsstreifen dort das Tal hinab. Die mittleren und oberen linken Hänge im Süden gehören zur Stadt Neustadt an der Weinstraße. Besiedelt ist nur der Lindenberger Anteil.
Reihum grenzen die Einzugsgebiete der folgenden Nachbargewässer an:
- Im Westen fließt jenseits des Hohen Stoppelkopfs der Luhrbach ebenfalls südwärts und etwas weiter aufwärts in den Speyerbach;
- im Norden und Nordwesten liegt das Einzugsgebiet des Mußbachs, der in einen Abzweig des Speyerbachs einmündet;
- im Südosten läuft das anscheinend gewässerlose kurze Nonnental wenig abwärts des Schlangentalbachs zum Speyerbach.

### Zuflüsse
Etwa in der Ortsmitte von Lindenberg münden dem Tal des Schlangentalbachs kurz nacheinander zwei Nebentäler zu, erst das Dürre Tal von Nordwesten, dann das Kohltal von Nordosten. Im Obertal gibt es jeweils einen Bachlauf, der dann im Siedlungsbereich des sich auch etwas in die Nebentäler hochziehenden Dorfes verdolt fließt; die gesamte Bachlänge bleibt beidesmal unter einem Kilometer. 

## Tourismus
An seinem Oberlauf kreuzt der Pfälzer Hüttensteig den Schlangentalbach.